# Rajd Akropolu 1957
Rajd Akropolis 1957 (5. Rally Acropolis) – 5. edycja rajdu samochodowego Rajd Akropolis rozgrywanego w Grecji. Rozgrywany był od 24 do 28 kwietnia 1957 roku. Była to druga runda Rajdowych Mistrzostw Europy w roku 1957.

## Klasyfikacja rajdu
| Miejsce                      | Kierowca                     | Pilot                        | Samochód                           | Czas                         | Strata                       |                              |
| Klasyfikacja generalna i ERC | Klasyfikacja generalna i ERC | Klasyfikacja generalna i ERC | Klasyfikacja generalna i ERC       | Klasyfikacja generalna i ERC | Klasyfikacja generalna i ERC | Klasyfikacja generalna i ERC |
| ---------------------------- | ---------------------------- | ---------------------------- | ---------------------------------- | ---------------------------- | ---------------------------- | ---------------------------- |
| 1.                           | Jean Estager                 | Lucille Estager              | Ferrari 250 GT                     |                              | 0.0                          |                              |
| 2.                           | Henri Blanchoud              | Robert Berger                | Saab 93                            |                              |                              |                              |
| 3.                           | Nikos Filinis                | Nikos Petropoulos            | DKW F 93                           |                              |                              |                              |
| 4.                           | Valter Karlsson              | John Kvarnström              | DKW F 91                           |                              |                              |                              |
| 5.                           | Petros Papadopoulos          | N. Politis                   | MG A                               |                              |                              |                              |
| 6.                           | Massimo Leto di Priolo       | SalvatoreLeto di Priolo      | Alfa Romeo 1900 TI                 |                              |                              |                              |
| 7.                           | Guido Cestelli-Guidi         | M. Cestelli-Guidi            | Alfa Romeo 1900 TI                 |                              |                              |                              |
| 8.                           | Alkis Michos                 | A. Antoniou                  | Alfa Romeo Giulietta Sprint Veloce |                              |                              |                              |
| 9.                           | Paul Guiraud                 | Henri Beau                   | Auto Union 1000                    |                              |                              |                              |
| 10.                          | Kostas Nikolopoulos          | Stavros Kaloudis             | Alfa Romeo Giulietta Berlina       |                              |                              |                              |